# Брунтал (Чешка)
Брунтал (чеш. Bruntál) град је у Чешкој Републици, у оквиру историјске покрајине Шлеске. Брунтал је град који припада управној јединици Моравско-Шлески крај, у оквиру којег је седиште истоименог округа Брунтал.

## Географија
Брунтал се налази у крајње северном делу Чешке републике, близу државне границе са Пољском. Град је удаљен 260 km источно од главног града Прага, а од првог већег града, Остраве, 70 km западно.
Брунтал се налази у чешком делу Шлеске. Град лежи у омањој долини, коју гради више потока. Око Брунтала издиже се планински масив Крконоша, а посебно планина Јесеники. Надморска висина града је око 400 м.

## Историја
Подручје Брунтала било је насељено још у доба праисторије. Насеље под данашњим називом први пут се у писаним документима спомиње у 1213. године Већ 1223. године Брунтал је добио градска права. У средњем веку се овде насељавају Немци.
Године 1919. Брунтал је постао део новоосноване Чехословачке. Међутим, већина месног становништва су били Немци, који се нису лако мирили са одвојеношћу од матице. Стога је 1938. године Брунтал, оцепљен од Чехословачке и припојено Немачкој, у склопу издвајања Судетских области. После Другог светског рата град је поново враћен Чехословачкој, а месни Немци су прислино исељени у матицу. У време комунизма град је нагло индустријализован. После осамостаљења Чешке дошло је до опадања активности тешке индустрије и до проблема са преструктурирањем привреде.

## Становништво
Брунтал данас има око 18.000 становника и последњих година број становника у граду лагано расте. Поред Чеха у граду живе и Словаци и Роми.

## Партнерски градови
- Плунге
- Ополе
- Бидинген
- Штурово
- Кастеларано
- Зебниц

## Галерија
- Градска кућа
- Богородичина црква
- Протестанска црква